# Cannelier
Taxons concernés
Famille des Lauraceae :
- dans le genre Cinnamomummodifier

Cannelier est un nom vernaculaire ambigu en français, pouvant désigner plusieurs espèces différentes d'arbres ou arbustes du genre Cinnamomum, famille des Lauraceae. Le plus souvent toutefois, en disant « cannelier » les francophones font référence au Cannelier de Ceylan (Cinnamomum verum) qui donne la véritable cannelle, une épice issue de la transformation de son écorce, qui se présente sous forme de tubes enroulés.

## Étymologie
Étymologiquement « cannelier » est formé sur cannelle (en latin canna). Le nom latin cinnamomum, ou cinnamum, est celui qu'utilisait Pline pour désigner la cannelle (mot emprunté au grec ancien kinnamomon).

## Physiologie, comportement et écologie
Les caractéristiques générales des canneliers sont celles des plantes du genre Cinnamomum, qui comprend également d'autres arbres comme le camphrier. L’arbre peut atteindre en hauteur plus de huit mètres. Ses feuilles sont alternes, entières, de 20 à 25 cm de long sur 5 à 6 de large, amincies en pointe aux deux extrémités, partagées par trois grosses nervures saillantes en dessous en quatre parties égales, dont chacune se subdivise en un grand nombre de nervures très fines et très régulières ; elles sont persistantes, toujours vertes, glabres et lisses en dessus, velues en dessous, ainsi que les pétioles et les jeunes rameaux. Les fleurs, petites, disposées en panicules, ont la corolle composée de cinq pétales charnus ; le fruit est arrondi.  
Voir les articles détaillés de chaque espèce pour plus d'informations sur leur description et leurs propriétés respectives.

## Noms français et noms scientifiques correspondants
Liste alphabétique de noms vulgaires ou de noms vernaculaires attestés en français.

Note : certaines espèces ont plusieurs noms et figurent donc plusieurs fois dans cette liste. Les classifications évoluant encore, certains noms scientifiques ont peut-être un autre synonyme valide. 
- Cannelier sans autre précision, désigne l'arbre dont l'écorce fournit la véritable épice : le Cannelier de Ceylan (Cinnamomum verum)[2],[3]
- Cannelier de Ceylan - Cinnamomum verum[2],[3],[4],[5]
- Cannelier de Chine - Cinnamomum cassia[2]
- Cannelier du Japon - Cinnamomum japonicum[6]
- Cannelier de Malaisie - Cinnamomum burmannii[7]
- Cannelier de Saïgon - Cinnamomum loureiroi[8]